# Phương Thế Ngọc (phim)
Phương Thế Ngọc (còn gọi là Truyền thuyết Phương Thế Ngọc, hay đơn giản là Truyền thuyết )  là một bộ phim hành động và hài kịch Hồng Kông năm 1993 do Nguyên Khuê đạo diễn  với Lý Liên Kiệt là anh hùng dân gian Trung Quốc Phương Thế Ngọc. Bộ phim đã giành giải thưởng điện ảnh Hồng Kông và giải thưởng Kim Mã cho vũ đạo hành động hay nhất. Bộ phim đã nhận được những đánh giá tích cực ca ngợi diễn xuất của Tiêu Phương Phương và võ thuật hành động.

## Nội dung
Phương Thế Ngọc là một trong những thiếu niên ưu tú của vùng, nổi tiếng với khả năng võ học xuất chúng. Trong một lần dạo chơi, anh giải vây cho cô gái tên là Đình Đình (Lý Gia Hân thủ vai) đang bị đám công tử trêu ghẹo. Đánh không lại Thế Ngọc, tên cầm đầu yêu cầu anh thi nhảy xa với hắn. Thua nhưng không tâm phục khẩu phục, hắn tiếp tục đòi thi chạy tiếp sức phân thắng bại. Vì phía Thế Ngọc chỉ có ba người nên Đình Đình phải vào đội.
Vốn chỉ vào cho đẹp đội hình, Đình Đình khiến đội Thế Ngọc suýt nữa thì thua trận, nhưng Thế Ngọc với khả năng vượt trội vẫn đuổi kịp gã cầm đầu phe đối thủ, về đích trước và nhận được một kỷ niệm chương, anh tặng nó cho Đình Đình.
Hai lần thua nhưng gã công tử kia không những không phục mà còn căm ghét Thế Ngọc, kéo người đến để đánh anh nhưng không một ai là đối thủ của anh hùng thiếu niên vang danh, chúng bị đánh nằm la liệt. Quan phủ đến, cả nhóm đều phải về huyện phủ chỉ có Đình Đình được rời đi, họ luyến tiếc chia tay nhau.
Mẹ của Thế Ngọc là chủ một tiệm vãi có võ công cao cường, bà rất  yêu và tôn trọng  cha Thế Ngọc dù ông không biết một chút võ công nào, suốt ngày chỉ biết ngâm thơ, là một người rất hiền từ, lương thiện.
Biết Thế Ngọc đánh nhau bên ngoài, để giải vây cho vợ và con khỏi sự chỉ trích của hương thân phụ lão, ông dùng gia pháp đánh cho hai mẹ con một trận nhưng sau đó lại thành tâm xin lỗi vợ bằng cách ngâm thơ khiến bà không thể nào không tha thứ cho ông. Về phần Thế Ngọc, dù cha anh muốn anh phải chăm chỉ đọc sách, rèn tài văn chương nhưng hồn Thế Ngọc không thuộc về những thứ đó.
Cha của Đình Đình-Lôi Lão Hổ là một tên lưu manh thô lỗ nhưng giàu có, mẹ của cô lại là một người vô cùng xinh đẹp và giỏi võ công. Nghe lời khuyên của huyện lệnh, Cha Đình Đình quyết định mở buổi tỉ võ chiêu thân cho con gái, nếu ai đánh thắng vợ ông thì người đó sẽ cưới được Đình Đình.
Vì hiếu thắng, Thế Ngọc quyết định tham gia. Nhưng khi Thế Ngọc chưa đến nơi thì Đình Đình đã bỏ trốn, cha cô đành phải lấy cô hầu gái xấu xí của con mình thế chỗ. Khi đã sắp đánh thắng mẹ Đình Đình, dung nhan của cô gái bị lộ, Thế Ngọc quyết tâm thua để không phải lấy người con gái xấu xí.
Mẹ của anh, nữ hiệp Miêu Thúy Hoa khi nghe con trai bại trận thì vô cùng thất vọng quyết tâm cải nam trang đi đòi lại danh dự cho nhà họ Phương. Bà tự xưng là Phương Đại Ngọc-anh trai của Thế Ngọc đến tỉ thí với mẹ của Đình Đình, cuối cùng bà giật được cầu hoa, giật luôn trái tim si tình của người phụ nữ.
Chỉ muốn lấy lại danh tiếng chứ không hề muốn con trai phải cưới người con gái xấu xí của một tên lưu manh. Mẹ con Phương Thế Ngọc tìm cách đào hôn nhưng không thể nào trốn thoát. Lúc này người nhà họ Lôi cũng đã tìm được Đình Đình về, lễ thành hôn của hai người được cử hành khi hai bên không hề biết gì về đối phương, cứ ôm trong lòng người mà mình yêu mến mà không ngờ người đó đang ở ngay bên cạnh mình.
Tại Lôi gia, Thế Ngọc gặp lại Đình Đình nhưng không hề biết cô là tiểu thư nhà họ Lôi mà nhầm cô là một người bị Lôi Lão Hổ hà hiếp.
Một đêm nọ, mẹ con Thế Ngọc phát hiện ra cha anh qua lại mật thiết với người của Hồng Hoa Hội và họ quyết định trao một Danh sách bí mật cho ông, trong khi đó, Cửu Môn đề đốc (do Triệu Văn Trác thủ vai) cũng đang truy lùng Hồng Hoa Hội và muốn đoạt danh sách.
Quân lính của hắn ập vào, bao vây họ cùng với một số người thuộc Hội Hồng Hoa. Mẹ con Thế Ngọc giao đấu với tên đề đốc võ công cao cường. Cuối cùng, một mình anh ở lại cầm chân hắn để cha mẹ chạy trốn. Cả nhà họ phương quyết định giả vờ đồng ý cuộc hôn phối với nhà họ Lôi và chuyển đến đó ở để được một chỗ trú ẩn an toàn. Cũng nhờ vậy mà Thế Ngọc và Đình Đình nhận ra nhau, hai bên vui vẻ tổ chức lễ thành hôn cho đôi trẻ.
Ngày thành hôn của hai người không có một ai đến dự. Đột ngột, tri huyện đại nhân đến, đi theo ông ta còn có Cửu Môn đề đốc. Thân phận của cả nhà Thế Ngọc bị bại lộ và làm liên lụy đến Lôi gia. Phương Đức hy sinh bị bắt và giao danh sách cho Th Ngọc để anh đưa mọi người rời khỏi đó. Mẹ Đình Đình che đạn cho cha cô nên bị thương nặng, trước khi nhắm mắt bà muốn gặp lại Đại Ngọc, Miêu nữ hiệp đã cho bà toại nguyện.
Không lấy được danh sách, tên quan ác bá quyết đem Phương Đức ra xử trảm. Thế Ngọc một mình phi ngựa đến cùng danh sách để cứu cha.
Hai người giao đấu với điều kiện, tên quan Cửu môn đề đốc châm lửa lên dây thừng treo lưỡi đao treo lơ lửng trên đầu Phương Đức, nếu Thế Ngọc có thể đánh bại hắn trước khi sợi dây đó cháy hết thì hắn sẽ thả cha anh ra. Hai bên đánh nhau vô cùng quyết liệt, không phân thắng bại
Người dân ở đó chứng kiến được lòng hiếu thảo của Thế Ngọc mà giúp đỡ anh nắm lấy sợi dây thừng bị đứt. Miêu Thúy Hoa lúc ấy lao ngựa đến cứu chồng. Tổng đà chủ của Hồng Hoa Hội xuất hiện, mọi người đánh bại Quan cửu môn đề đốc, bảo toàn danh sách bí mật, cứu sống Phương lão gia.
Cuối phim, Thế Ngọc được tổng đà chủ nhận làm con nuôi và cùng Đình Đình đi theo ông về Hồng Hoa Hội.

## Diễn viên

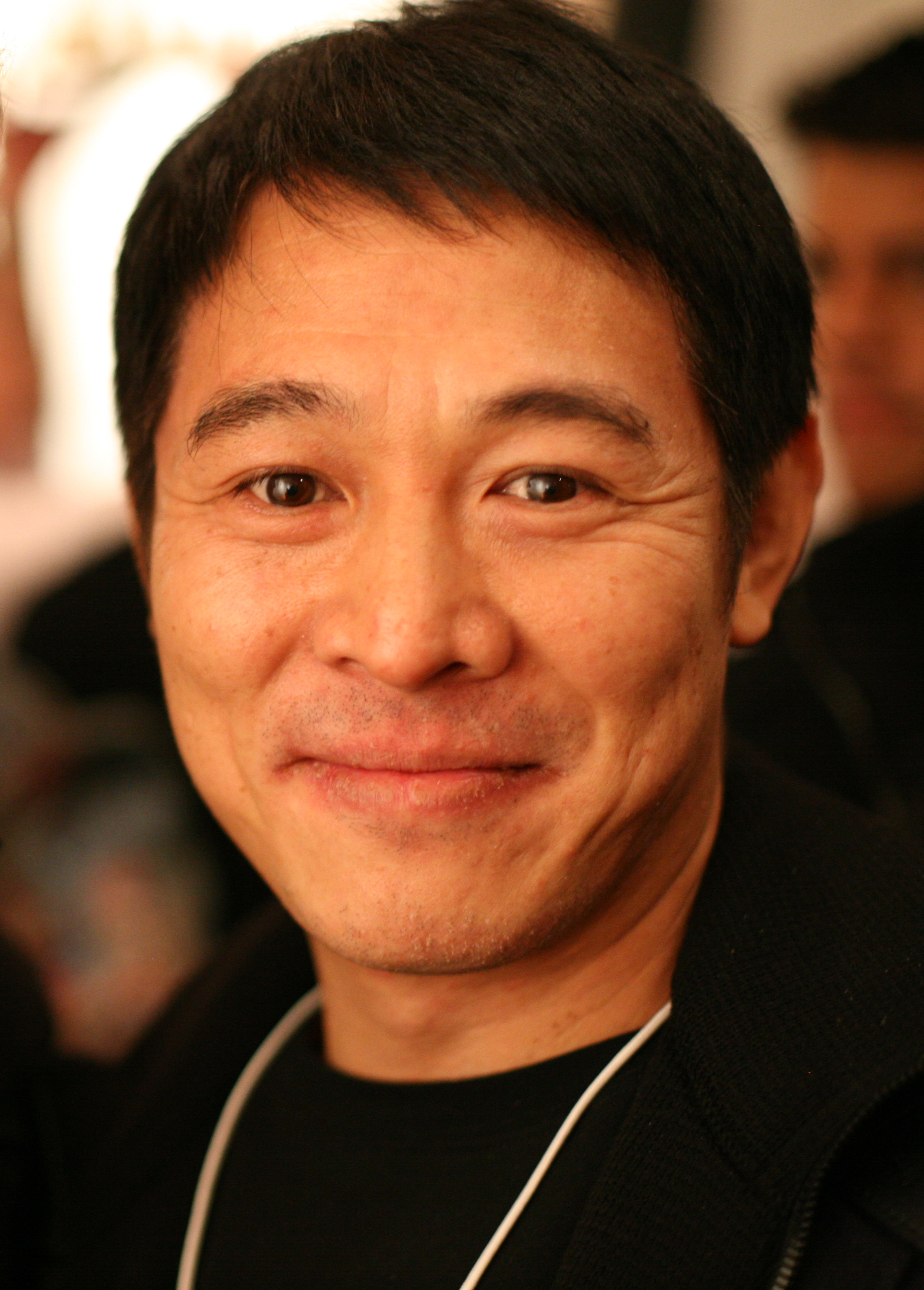
Lý Liên Kiệt (ảnh) diễn vai Phương Thế Ngọc và sản xuất bộ phim.

- Lý Liên Kiệt trong vai Phương Thế Ngọc
- Tiêu Phương Phương trong vai Miêu Thúy Hoa - mẹ Thế Ngọc
- Triệu Văn Trác trong vai Cửu môn đề đốc
- Lý Gia Hân trong vai Lôi Đình Đinh
- Paul Chu trong vai Phương Đức
- Hồ Huệ Trung trong vai Lôi phu nhân
- Trần Tùng Dũng vai Lôi Lão Hổ
- Trịnh Thiếu Thu trong vai Trần Gia Lạc

## Phát hành
Phương Thế Ngọc là một phim đình đám ở Hồng Kông, thu về 30,666,842 đô la Hồng Kông. Phần tiếp theo, Phương Thế Ngọc II, được phát hành cùng năm.

## Tiếp nhận
Tại Hồng Kông, Nguyên Khuê và Yuen Tak đã giành giải thưởng Điện ảnh Hồng Kông cho Biên đạo hành động hay nhất tại Giải thưởng Điện ảnh Hồng Kông lần thứ 13. Tiêu Phương Phương và Zhang Yao-zong cũng được đề cử cho nữ diễn viên xuất sắc nhất và chỉnh sửa tốt nhất. Giải thưởng Kim Mã năm 1993, Peter Cheung đã giành giải thưởng cho Biên tập xuất sắc nhất, trong khi Nguyên Khuê và Yuen Tak giành giải thưởng cho biên đạo hành động hay nhất.
Bộ phim đã nhận được đánh giá tích cực từ Time Out London, người gọi kịch bản là "cobbled together", nhưng ca ngợi nữ diễn viên Tiêu Phương Phương, ghi nhận "một đỉnh cao của ba thập kỷ làm việc tốt trong điện ảnh Hồng Kông". The Austin Chronicle ca ngợi vũ đạo chiến đấu của bộ phim là "những cảnh chiến đấu ngoạn mục nhất được chứng kiến trong nhiều năm", và ghi nhận các nhân vật nữ được giải phóng, gọi họ là "một sự thay đổi mới mẻ từ những năm trước, khi phụ nữ thường được sử dụng làm nên cho nhân vật chính hoặc các con tin gặp nạn cần thiết ". TV Guide đã cho bộ phim bốn ngôi sao, ca ngợi cả vai trò của Tiêu Phương Phương và Lý Liên Kiệt và định hướng của Nguyên Khuê "thật đáng kinh ngạc khi thấy đạo diễn cũng đã điều khiển lễ hội kung fu kỳ quặc của bang No Retreat, No Surrender (1986), Jean - Bộ phim đầu tay của Claude Van Damme, trên sân nhà, anh ấy chứng tỏ một nhà làm phim có kỹ năng và phong cách hoàn hảo. " 
Năm 2014, Time Out đã bỏ phiếu cho một số nhà phê bình phim, đạo diễn, diễn viên và diễn viên đóng thế để liệt kê những bộ phim hành động hàng đầu của họ. Phương Thế Ngọc được liệt kê ở vị trí thứ 84 trong danh sách này dưới tiêu đề The Legend.